# フリードリヒ・トラウン
フリードリヒ・トラウン（Friedrich Traun, 1876年3月29日 - 1908年7月11日）は、ドイツ・ハンブルク出身の男子運動競技選手。フルネームは Friedrich Adolf Traun （フリードリヒ・アドルフ・トラウン）といい、「フリッツ・トラウン」（Fritz Traun）と呼ばれることもある。1896年にギリシャ・アテネで実施された第1回近代オリンピックにおいて、テニスと陸上競技の2部門に参加し、テニスの男子ダブルスでジョン・ピウス・ボーランド（1870年 - 1958年）と組んで最初の金メダルを獲得した選手である。

## 来歴
1896年4月6日から15日にかけて、ピエール・ド・クーベルタン男爵の提唱により、第1回近代オリンピックが発祥地のギリシャ・アテネで開催された。最初は9種目から始まり、陸上競技とテニスはそこに含まれていた。1896年アテネ五輪では、選手たちは（現在のような国単位ではなく）個人名義で出場した。そのため、テニスのダブルスなどでは、異なる国の選手による「混合チーム」（Mixed Team, オリンピックの略語では ZZX と表示）も存在した。最初のテニス競技は、試合がテントの中で行われ、男子シングルスには総計15名の選手がエントリーした。男子ダブルスは6組の選手が出場し、そのうち2組が混合チームであった。
フリードリヒ・トラウンは当時のドイツ・スポーツ界で、陸上競技の中距離種目を得意にする選手として知られた。アテネオリンピックの会場で、彼は陸上競技の2種目に出場したが、100m・800mとも予選落ちに終わった。この後テニス競技に出場し、男子ダブルスでイギリスのジョン・ピウス・ボーランドと混合チームを組んだ。イギリスとドイツの混合チームは、決勝でギリシャペアのディオニシオス・カスダリス＆ディミトリオス・ペトロコキノス組に 5-7, 6-4, 6-1 の逆転勝利を収め、こうしてオリンピックのテニス競技で最初の男子ダブルス金メダルを獲得した。最初のテニス競技結果は、男子シングルス・ダブルスともに決勝戦しかスコアが残存していない。
オリンピック終了後、トラウンはドイツで多数のテニストーナメントに出場し、1902年にプラハで開かれた「オーストリア・トーナメント」でシングルス・ダブルス優勝を果たした。1904年の冬にはボブスレーの競技大会にも出場し、引き続き多芸多才なスポーツ選手として活動を続けた。後には「ハンブルク・ゴルフクラブ」の設立に関わったこともあり、ビジネスマンとしての商才も備えていた。32歳になった1908年、彼は結婚生活に入り、3か月間の新婚旅行に出たが、帰ってからわずか1か月後の7月11日にハンブルクのホテルで遺体が発見された。頭部を撃ってのピストル自殺と考えられるが、詳細は不明のままである。